# Sphaeradenia pachystigma
Sphaeradenia pachystigma är en enhjärtbladig växtart som beskrevs av Gunnar Wilhelm Harling. Sphaeradenia pachystigma ingår i släktet Sphaeradenia och familjen Cyclanthaceae. Inga underarter finns listade.